# Himera (colecție de povestiri)
Himera este o colecție de povestiri științifico-fantastice ale scriitorului român Gheorghe Săsărman. A apărut în 1979 la Editura Albatros în colecția Fantastic Club. Volumul conține șase povestiri ale lui Săsărman.

## Cuprins
- „Astitot”, ficțiune scurtă de  Gheorghe Săsărman
- „Isprava androidului mut”, povestire de Gheorghe Săsărman. Publicată și în colecția Pe lungimea de undă a Cosmosului (1967) și în Colecția „Povestiri științifico-fantastice” nr. 261-262.
- „Dulceața de cireșe amare”, povestire de Gheorghe Săsărman. Publicată și în colecția O falie în timp (1967)
- „Himera”, ficțiune scurtă de Gheorghe Săsărman
- „Evadarea lui Algernon”, povestire de Gheorghe Săsărman. Premiul EuroCon (ESFS Awards), 1980. Referire la povestirea lui Daniel Keyes, „Flori pentru Algernon”.
- „Puțin mai devreme”, ficțiune scurtă de Gheorghe Săsărman